# 貝尼茲門澤爾
36°38′52″N 4°02′31″E / 36.6478°N 4.0420°E

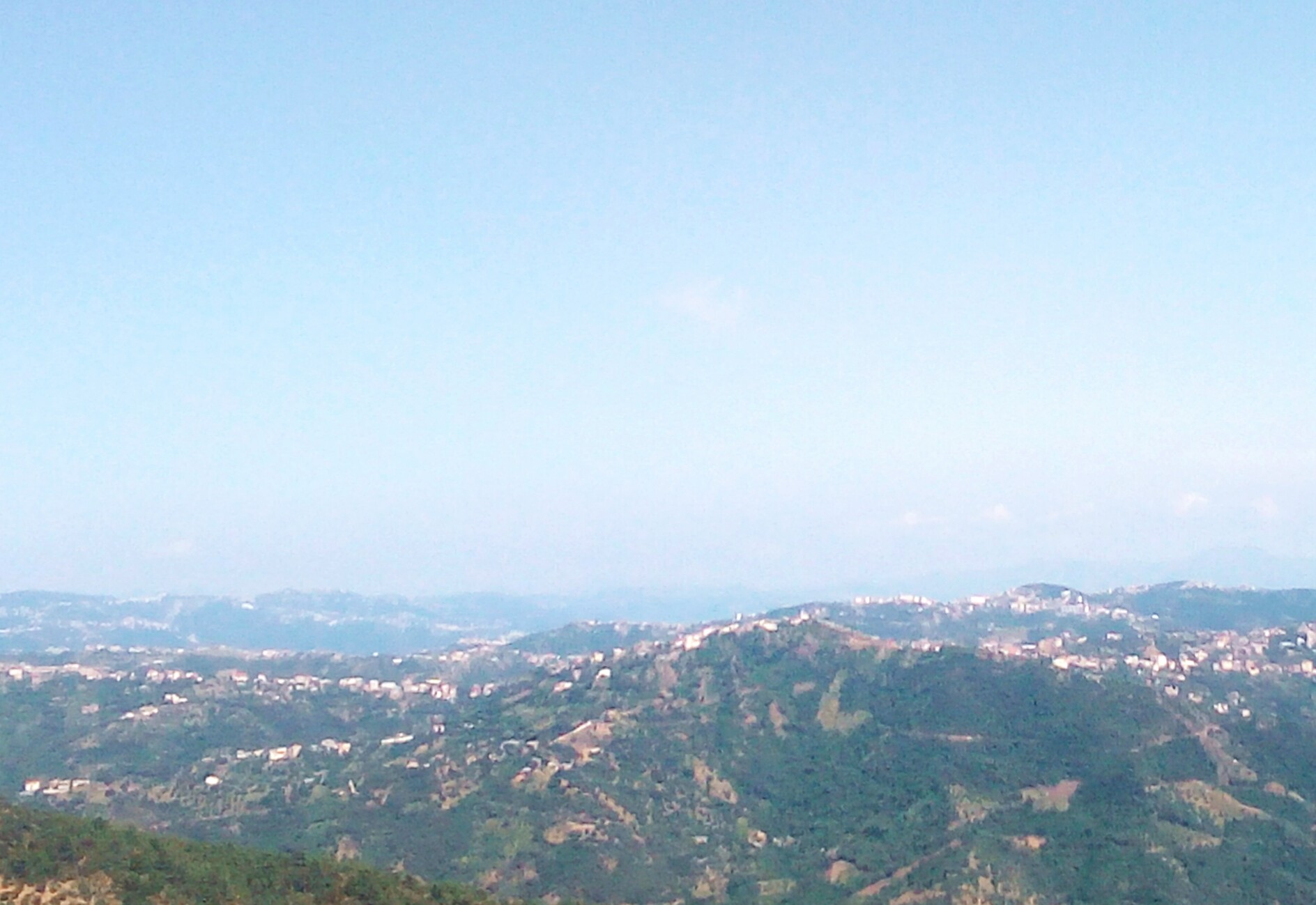
貝尼茲門澤爾的風景

貝尼茲門澤爾（阿拉伯语：‎），是阿爾及利亞的城鎮，位於該國北部提濟烏祖省，由貝尼杜瓦拉區負責管轄，面積20平方公里，2008年人口12,117，人口密度每平方公里597人。